# 深浦里站 (江原道)
深浦里站（：／ Simpo-ri yeok */?）曾經为韩国铁路岭东线上的一座鐵路站，位于江原道三陟市道溪邑深浦里，已于2012年废止。

## 历史
- 1940年8月1日，落成使用。
- 1963年5月20日，停止使用[1]。
- 1969年6月25日，重新使用[2]。
- 2012年6月27日，停止使用。